# マルマン (文具)

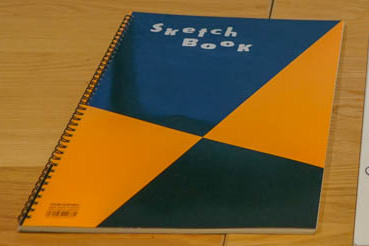
図案スケッチブック

マルマン株式会社（Maruman Co.,Ltd.）は、日本の文具メーカーである。本社は東京都中野区中央。学童用のスケッチブック製作から始まり、現在はクリアファイルやレポートパッドなどの事務用品、スケッチブックなどの画材大手として知られる。
なお、ゴルフ用品などで知られるマルマン（現・マジェスティ ゴルフ）は全く別の企業である。

## 沿革
- 1920年：創業者、井口興一が学童用のスケッチブックを製作。実用新案特許を取り、関東一円の中学校に配布。
- 1947年：株式会社「丸萬商店」を創立。
- 1949年：画材店への卸売を始める。
- 1954年：スケッチブックの製作を再開。文具業界に本格参入。
- 1958年：ドイツからスパイラル製本機を導入。青山学院大学の学生・奈良部恵三の持ち込みデザインを表紙に採用した「図案シリーズスケッチブック」量産発売[2][3]。
- 1960年：他社に先駆けて、スパイラル製本を用いたスパイラルノートを発売。一大センセーションを巻き起こす。
- 1962年：社名を「マルマン株式会社」に変更。
- 1964年：神奈川県座間市に相模工場を稼働開始。
- 1967年：プラスチック製のバインダーを発売。ヒット商品となる。
- 1974年：宮崎県南那珂郡北郷町（現：日南市北郷町）に製造部門「宮崎マルマン株式会社」を設立。NFLのチームカラーをデザインした文具類を独占販売。スポーツブランドを象った文具の趨りとなる。
- 1980年：米ウィルソンジョーンズ社と提携、ダブルロックファイルの発売開始。
- 1991年：新潟県の誘致により南魚沼郡湯沢町に新潟工場を設置。
- 1992年：布でくるんだバインダー「コベントリーガーデンファイルノート」を発売。高級感をイメージし、大ヒットとなる。
- 1993年：業界に先駆け、スケルトンカラーのクリアファイルを発売。
- 1997年：レポートパッドに再生紙を使用。
- 2001年：仏マペット社の製品をライセンス販売。
- 2003年：虹色の鮮やかなカラーが特長の「セプトクルール」の発売。バインダー、ノート、メモの幅広いラインアップで、人気を博す。
- 2007年：生産グループ新潟工場閉鎖、生産拠点を宮崎に一本化。
- 2008年：「図案スケッチブック」が、グッドデザインロングライフデザイン賞を受賞。また、「図案スケッチブック」発売50周年を記念し、コーポレートロゴを図案柄に変更。
- 2011年：本社を中野区に移転。
- 2013年：一枚ずつきれいにはがせる天のりパッド製本を採用したセプトクルール「ルーズリーフパッド&ホルダー」が第22回日本文具大賞 機能部門グランプリを受賞。
- 2018年：「図案スケッチブック」60周年を記念した製品の発売。
- 2019年：千葉県柏市で柏美術学院を運営する「サニモ株式会社」を子会社化。
- 2020年：創業100周年を記念し、創業日の9月21日を「スケッチブックの日」と制定[4]。

## 主な商品
- 図案シリーズ

- - 1年に200万冊以上売れる看板商品で、幼稚園や学校をはじめ、プロの画家にまで幅広く愛用されている。紙の表面に絶妙な凸凹があり、鉛筆で濃淡がつけやすく、絵に奥行きが生まれるようになっている。また、紙の色は真っ白ではなく少し黄色味がかった白で、日の光が当たったような温かみを表現しやすくなっている[5]。
  - 図案の『図』の字が表紙デザインの由来になったともいわれる[6]。
  - 吸水性が高くインクがにじみにくく、テレビ業界で番組収録の際にカンペとして広く使われている[7]。また、バラエティ番組での回答記入紙の役割も果たす。
  - 東京ヤクルトスワローズのマスコットつば九郎も愛用しており、マルマンから「つば九郎モデルのスケッチブック1年分（365冊）」をプレゼントされている[8][9]。

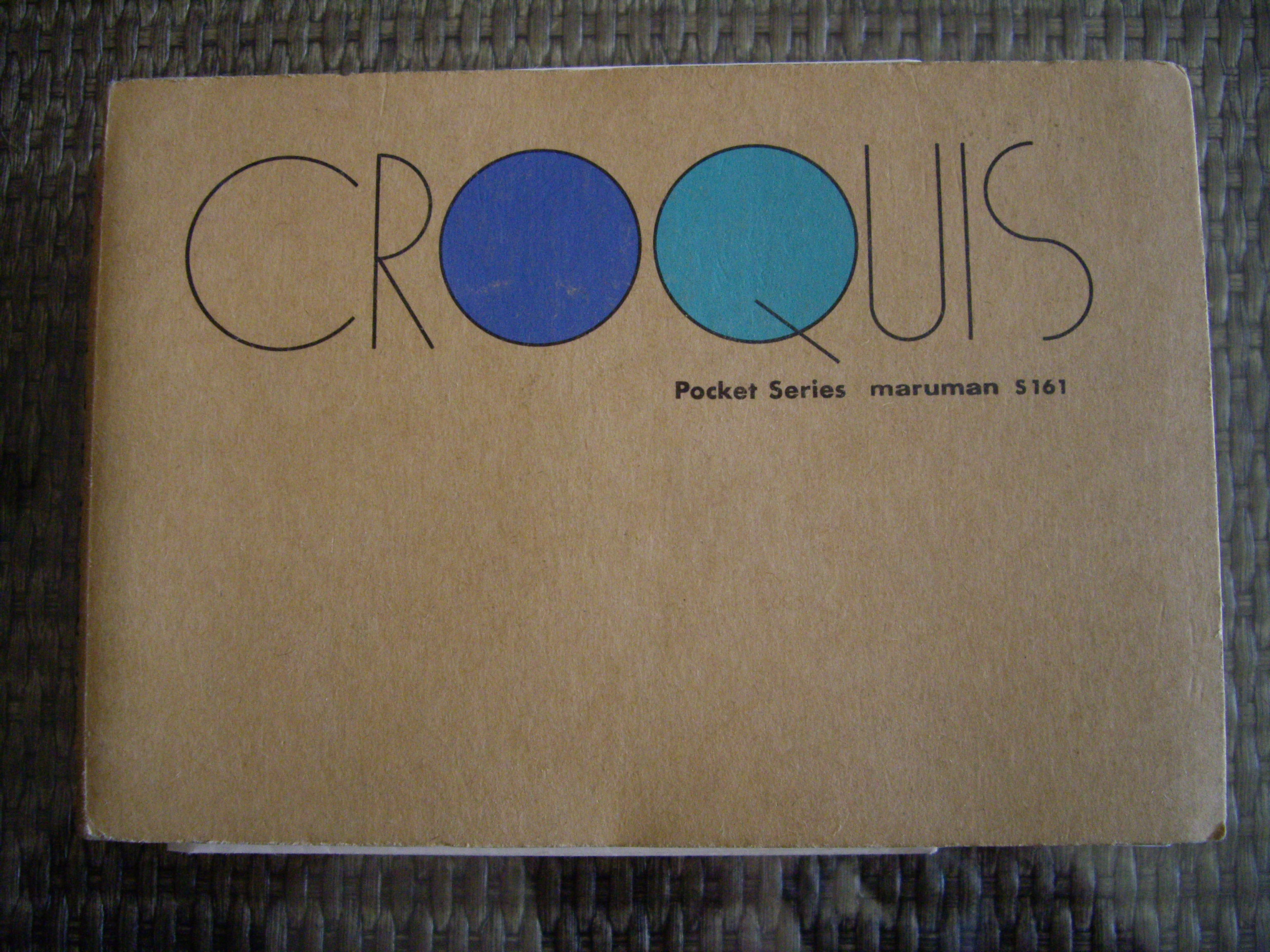
クロッキー帳

- 各種ファイル、ルーズリーフ、ノート、描画材など